# Gabriel Bonnot de Mably

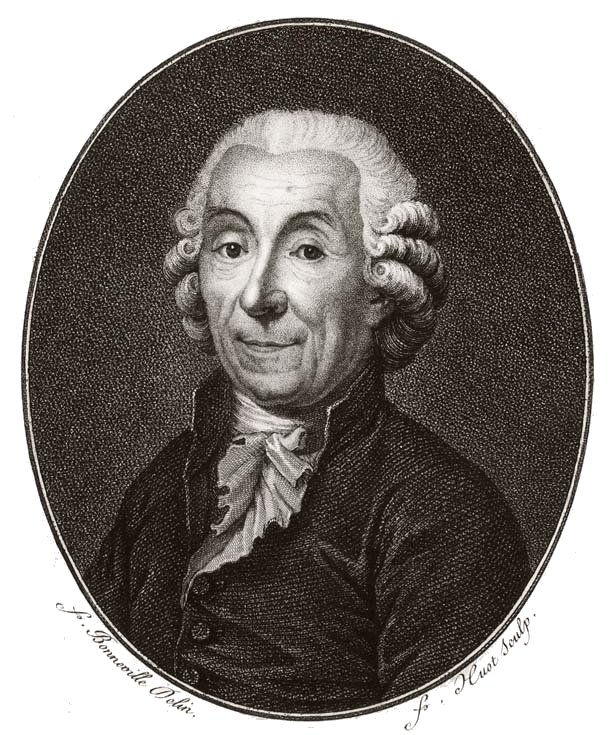
Gabriel Bonnot de Mably

Gabriel Bonnot de Mably, genannt l’abbé Mably (* 14. März 1709 in Grenoble, Département Isère; † 2. April 1785 in Paris) war ein französischer Politiker und Philosoph in der Zeit der Aufklärung.

## Leben
Bonnot de Mably war ein Sohn des Hofbeamten Gabriel Bonnot de Mably (1666–1727) und dessen Ehefrau Catherine de la Coste (1665–um 1720). Er hatte noch fünf Geschwister, darunter Étienne Bonnot de Condillac den späteren Abt der Abbaye de Mureau. Seine Schulzeit absolvierte Bonnot de Mably am Jesuitenkolleg Collège-lycée Ampère in Lyon. Anschließend versorgte ihn die Societas Jesu mit einer Pfründe als Kanonikus an der Kirche „Notre-Dame de l’Ile Barbe“ (Abbaye de l’Ile Barbe) in Lyon (9. Arrondissement).
Als Kanonikus war Bonnot de Mably ab 1740 auch Sekretär seines Onkels Pierre Guérin de Tencin; Kardinal und Erzbischof von Lyon. Im September 1742 ernannte König Ludwig XV. Tencin zum Minister ohne Portefeuille und betraute ihn mit verschiedenen diplomatischen Missionen. Dabei begleitete Bonnot de Mably immer wieder seinen Onkel bzw. vertrat ihn manchmal dabei. In dieser Zeit schloss Bonnot de Mably auch Freundschaft mit Louise Bénédicte de Bourbon-Condé und nahm die folgenden Jahre regelmäßig an deren Literarischen Salons auf Château Sceaux teil. Auch an den Festen, den Grandes Nuits de Sceaux, war er immer wieder Gast. Einem Gerücht zufolge wurde ihm dabei auch der Orden der Biene verliehen.
Ab 1746 ließ Bonnot de Mably alle seine Ämter und Aufgaben ruhen und ging nach Paris. Dort widmete er sich nur noch seinen Studien als Vordenker der Aufklärung. Er starb am 23. April 1785 in Paris. Die Trauerfeierlichkeiten fanden in der Pfarrkirche St-Roch (1. Arrondissement) statt, wo er dann auch begraben wurde.

## Rezeption

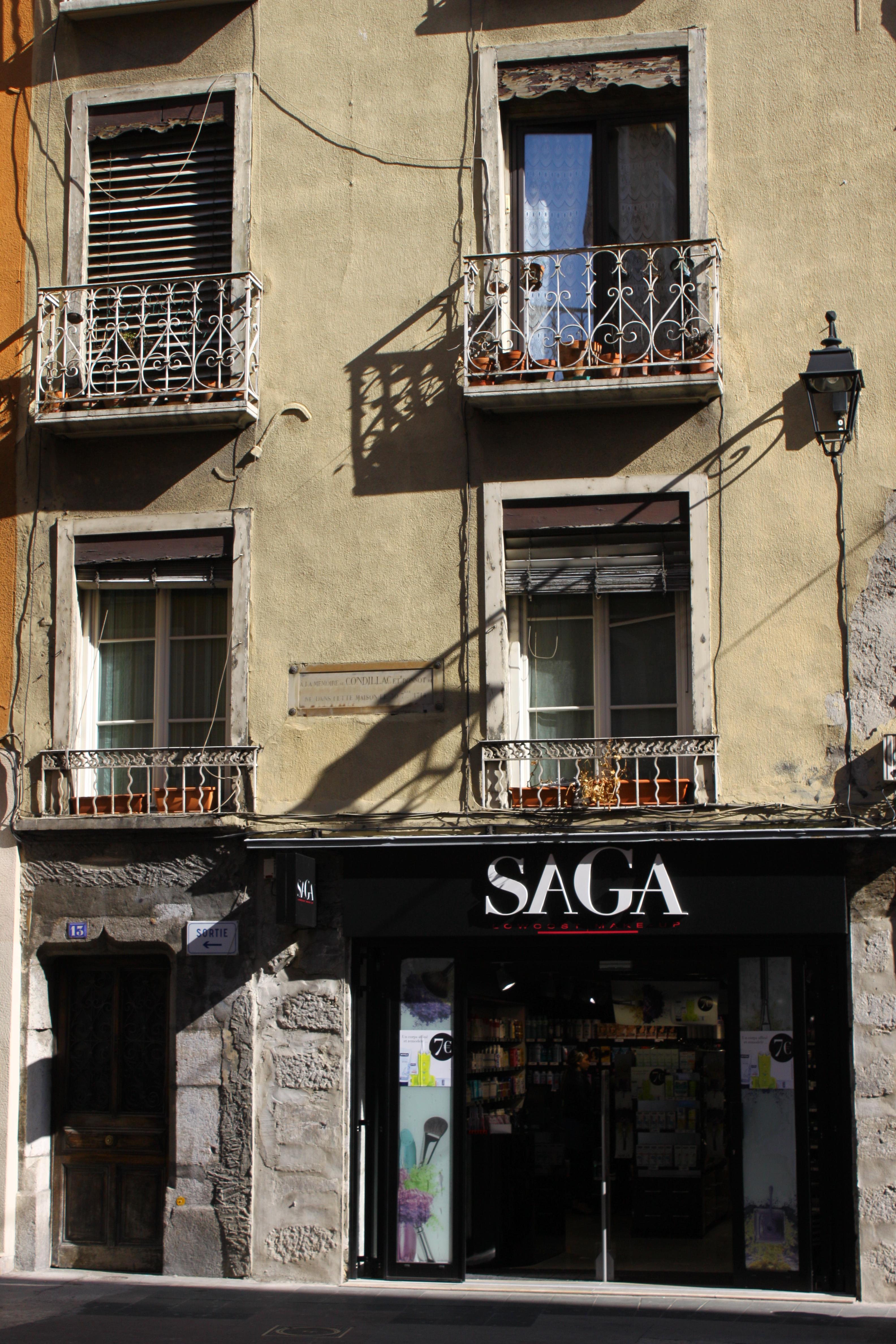
Geburtshaus von Gabriel Bonnot de Mably in 13 Grand Rue in Grenoble

Im Jahr seines Amtsantritt als Sekretär bei seinem Onkel, machte Bonnot de Mably bei seinem Bruder Jean (1696–1761) die Bekanntschaft von Jean-Jacques Rousseau, der von diesem als Hauslehrer für seine Kinder engagiert worden war. Das Werk Bonnot de Mablys zeichnet sich durch das Streben aus, die Politik auf moralischer Grundlage aufzubauen und den Staat wieder auf den einfachen, ursprünglichen Zustand der bürgerlichen Gesellschaft wie zur Zeit des Lykurgos von Athen in der Spätzeit der Attischen Demokratie zurückzuführen, während er die Verhältnisse des Ancien Régime seiner Zeit scharf verurteilt.

## Schriften (Auswahl)
Einzelne Werke
- Observations sur les Romains. Genf 1751 (EA unter dem Titel Parallèle des Romains et des Français par rapport au gouvernement, Paris 1740)
- François Guizot (Hrsg.): Observations sur l'histoire de la France. Paris 1823/24 (4 Bände, EA Genf 1765)
- Le droit public de l'Europe. Amsterdam 1748 (3 Bände)
- Entretien de Phócion sur le rapport de la morale avec la politique. Paris 1763.
- De l'étude de l'histoire. Fayard, Paris 1988, ISBN 2-213-01838-3 (Nachdruck der Ausgabe Paris 1778)
- Manière d'ecrire l'histoire. Paris 1782.
- Jean-Louis Lecercle (Hrsg.): Des Droits et des devoirs du citoyen (= Société des textes français modernes). Didier, Paris 1972, ISBN 2-86503-148-9 (Nachdruck der Ausgabe Paris 1781)

Werkausgaben
- Guillaume Arnoux (Hrsg.): Collection complète des œuvres de l’abbé Mably. Scientia, Aalen 1977, ISBN 3-511-06400-7 (Nachdruck der Ausgabe Paris 1794/95, 15 Bände)
- Œuvres complète. London 1789 (12 Bände)